# Kappel (Allemagne)
Pour les articles homonymes, voir Kappel.
Kappel est une municipalité du Verbandsgemeinde Kirchberg, dans l'arrondissement de Rhin-Hunsrück, en Rhénanie-Palatinat, dans l'ouest de l'Allemagne.

## Liens externes

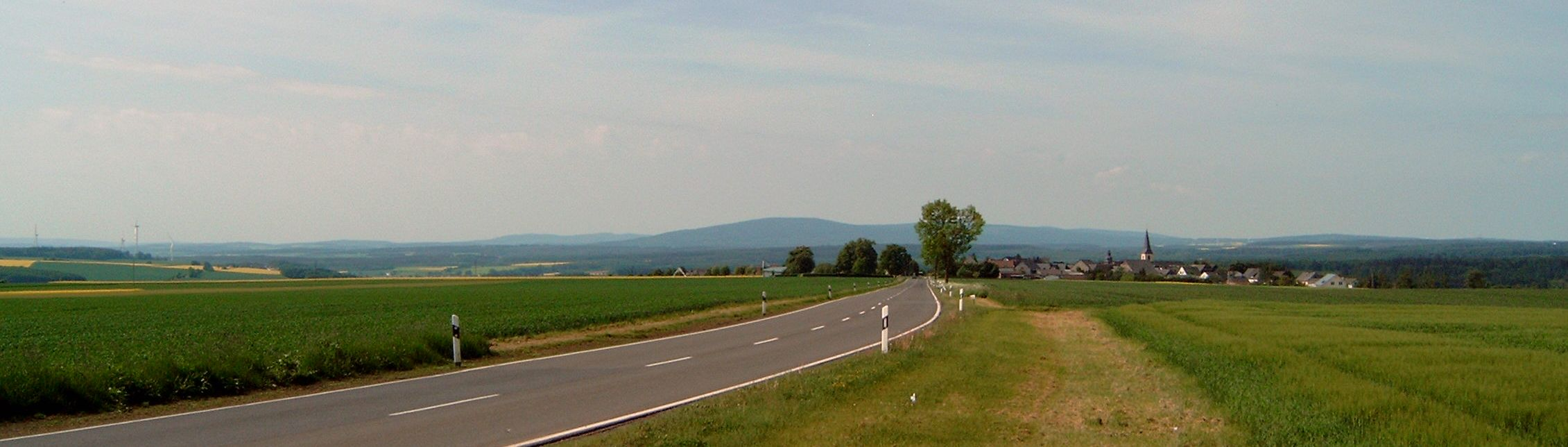
Plateau près de Kappel

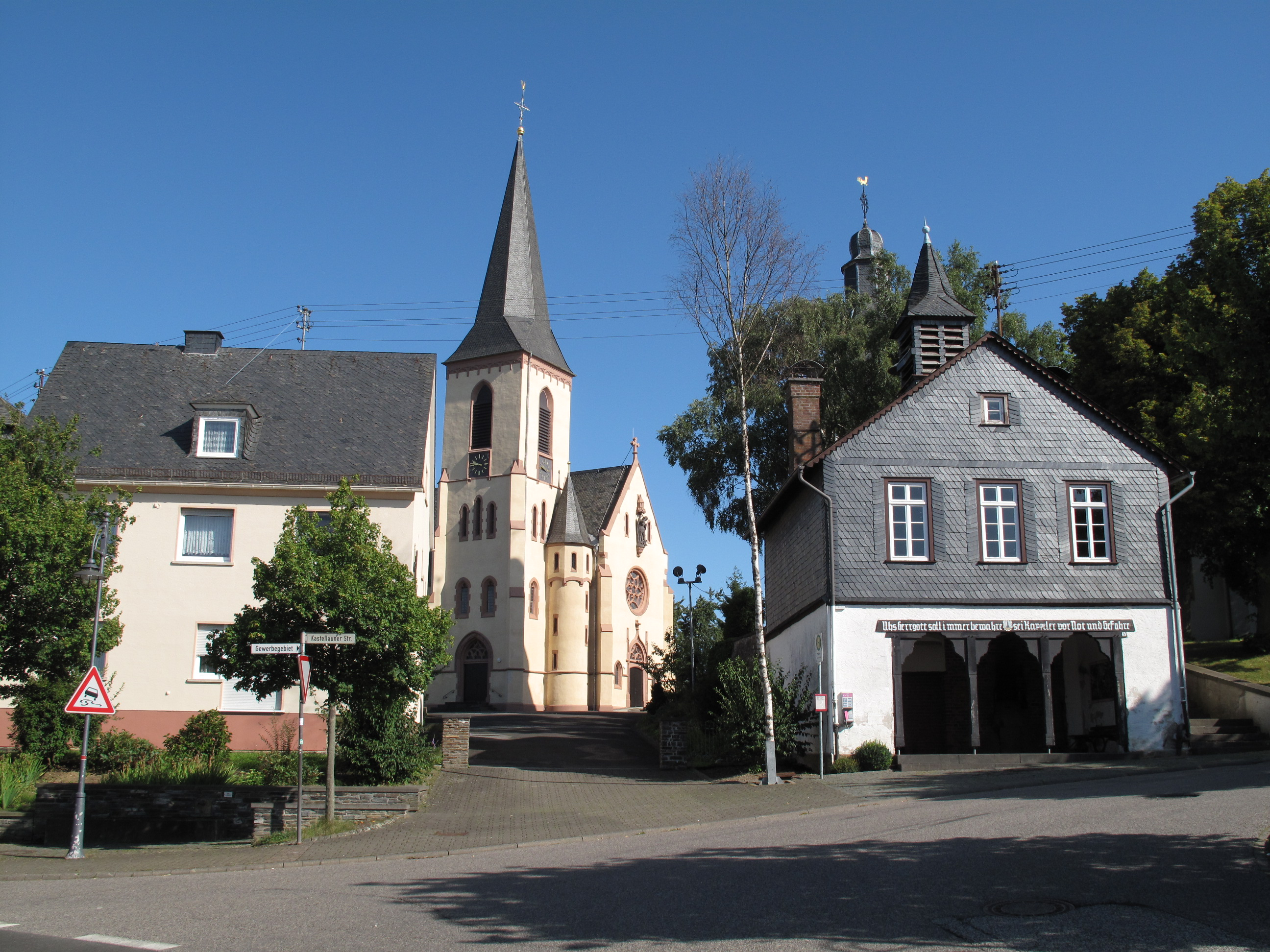
Vieille boulangerie et église de Kappel
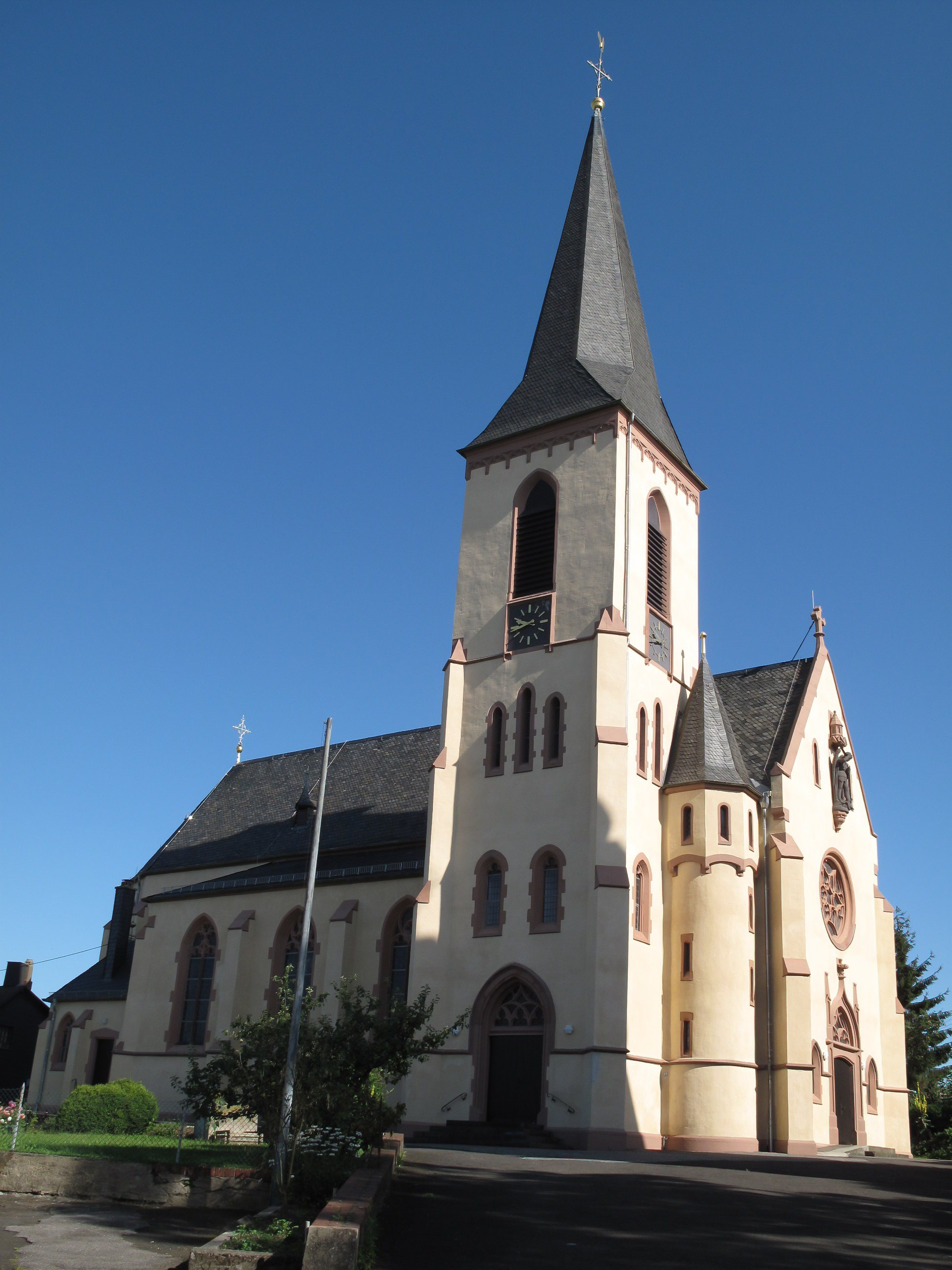
Église catholique de Kappel